# Giuseppe Drago
Giuseppe Drago (Scicli, província de Ragusa, 29 de setembre de 1955- Modica, 21 de setembre de 2016) era un metge i polític sicilià.
Llicenciat en medicina i cirurgia. A les eleccions regionals de Sicília de 1991 fou elegit diputat a l'Assemblea Regional Siciliana pel Partit Socialista Italià, el 1995 va ingressar al Centre Cristià Democràtic i fou nomenat assessor regional de treball. A les eleccions regionals de Sicília de 1996 fou reescollit amb un gran nombre de vots i formà part d'un govern regional de centredreta, amb el qual fou elegit president de Sicília del 28 de gener al 21 de novembre de 1998. Durant el seu mandat va rebre al rei Joan Carles I d'Espanya i li va imposar l'Orde al Mèrit Civil. El 1999 va ser nomenat vicesecretari nacional del CCD i el 2000 fou assessor del president sicilià Vincenzo Leanza.
A les eleccions legislatives italianes de 2001 fou elegit diputat per la CCD, que el 2002 es va transformar en Unió dels Demòcrates Cristians i de Centre, i fins al 2006 fou secretari d'afers exteriors en el govern de Silvio Berlusconi. Fou reescollit com a diputat a les eleccions legislatives italianes de 2006 i 2008.
El 24 de gener de 2003 va ser condemnat en primera instància pel Tribunal de Palerm a la pena de tres anys i tres mesos de presó per malversació de fons destinats a la Regió Sicília i a la restitució de la suma de 123.123,00 euros per ús indegut, fins i tot després de la dimissió d'aquests fons reservats.
El maig de 2009, el Tribunal Suprem va confirmar la condemna de tres anys en contra els ex-presidents de Sicília Giuseppe i Giuseppe Provenzano, per apropiació dels fons assignats pel President de la Regió; a ambdós se'ls commutà la pena. La qüestió havia estat plantejada per l'antic president Angelo Capodicasa. A causa de la sanció d'inhabilitació de càrrecs públics, Drago va perdre el dret a ocupar el seu escó a la Cambra dels Diputats.